# گونتر نومان
گونتر نومان (آلمانی: Günter Naumann؛ ۱۷ نوامبر ۱۹۲۵ – ۶ نوامبر ۲۰۰۹) بازیگر اهل آلمان بود.
از فیلم‌ها یا مجموعه‌های تلویزیونی که وی در آن‌ها نقش داشته‌است، می‌توان به تماس با پلیس ۱۱۰ اشاره نمود.